# Sołoniec
Sołoniec – część wsi Załuże (ukr. Залужжя) na Ukrainie w rejonie rohatyńskim obwodu iwanofrankiwskiego. Stanowi jej południową część.

## Historia
Dawniej samodzielna wieś i gmina jednostkowa w powiecie rohatyńskim Królestwa Galicji i Lodomerii. W II RP już nie figuruje jako samodzielna gmina, lecz jako część gminy Załuże. Od 1934 w zbiorowej gminie Rohatyn w powiecie rohatyńskim.
Po wojnie włączony do Związku Radzieckiego (Ukraińskiej SRR).